# فرودگاه اومپ‌کوآ
فرودگاه اومپ‌کوآ (به انگلیسی: Umpqua Airport)  یک فرودگاه خصوصی   است که یک باند فرود چمن دارد و طول باند آن ۵۷۹ متر است. این فرودگاه در  کشور ایالات متحده آمریکا قرار دارد و در ارتفاع ۲۱۳ متری از سطح دریا واقع شده است.